# Kamm des Wesergebirges
Kamm des Wesergebirges ist der Name eines Naturschutzgebietes in der niedersächsischen Stadt Rinteln und der Gemeinde Luhden in der Samtgemeinde Eilsen im Landkreis Schaumburg.

## Allgemeines
Das Naturschutzgebiet mit dem Kennzeichen NSG HA 210 ist circa 518 Hektar groß. Es ist zu einem großen Teil Bestandteil des FFH-Gebietes „Süntel, Wesergebirge, Deister“ und fast vollständig vom Landschaftsschutzgebiet „Wesergebirge“ umgeben. Im Osten grenzt es teilweise an das Landschaftsschutzgebiet „Hessisch Oldendorfer Wesertal/Nord“. Hier schließt das im Westen des Süntel liegende Naturschutzgebiet „Hohenstein“ an. Das Gebiet steht seit dem 23. Dezember 2004 unter Naturschutz. Zum 31. Dezember 2004 wurde die Naturschutzverordnung neu gefasst. Dabei wurde das zunächst 452 Hektar große Naturschutzgebiet auf 518 Hektar erweitert. Hierbei gingen Teile des Landschaftsschutzgebietes „Wesergebirge“ im Naturschutzgebiet auf. Zuständige untere Naturschutzbehörde ist der Landkreis Schaumburg.

## Beschreibung
Das aus drei Teilflächen bestehende Naturschutzgebiet liegt südöstlich von Minden im Wesergebirge, einem Teil des Weserberglands. Die westliche Teilfläche liegt nördlich von Rinteln. Sie erstreckt sich über die Höhenzüge Hainholz und Teile der Luhdener Klippen. Die beiden östlichen Teilflächen liegen nordöstlich von Rinteln und nordwestlich von Hessisch Oldendorf. Sie erstrecken sich über Teile der Westendorfer Egge und der Ostendorfer Egge mit Oberberg und Möncheberg. Die östliche Teilfläche ist nördlich von Deckbergen im Verlauf der Kreisstraße 71 und eines Wirtschaftsweges kleinflächig unterbrochen. An den Luhdener Klippen und den beiden östlichen Teilflächen ist dem Naturschutzgebiet nach Norden eine 100 Meter breite Pufferzone vorgelagert, die die Waldgesellschaften vor Störungen schützen sollen, die in das Naturschutzgebiet hineinwirken könnten. In der westlichen Teilfläche des Naturschutzgebietes sind Waldflächen auf dem Hainholz und an seinen Südhängen sowie die Waldgesellschaften an der Luhdener Klippe der natürlichen Waldentwicklung überlassen ebenso wie der größte Teil der Waldgesellschaften in den beiden östlichen Teilflächen. Außerhalb dieser Bereiche werden die Wälder von den Niedersächsischen Landesforsten nach den LÖWE-Grundsätzen (Langfristige ökologische Waldentwicklung) bewirtschaftet.
Das Naturschutzgebiet wird von überwiegend naturnahen Waldgesellschaften auf historisch alten Waldstandorten geprägt. Die Waldgesellschaften werden überwiegend von Buchenwäldern gebildet. In den Oberhängen und Kammlagen sind vielfach auch Fels- und Gesteinsbiotope zu finden. Die strukturreichen Waldgesellschaften sind Lebensraum für zahlreiche Pflanzen- und Tierarten.
Die Buchenwälder sind im westlichen Teil des Naturschutzgebietes überwiegend als Waldmeister-Buchenwälder im Komplex mit Hainbuchen-Buchenwäldern und im östlichen Teil überwiegend als Waldmeister-Buchenwälder ausgebildet. Im Bereich von Klippen sind Orchideen-Kalk-Buchenwälder ausgebildet. Die Buchenwälder werden von der Rotbuche dominiert. Dazu gesellen sich in den Waldmeister-Buchenwäldern Gemeine Esche, Vogelkirsche und Bergahorn, in den Hainsimsen-Buchenwäldern Stiel- und Traubeneiche, Hainbuche sowie teilweise Sandbirke und Eberesche und in den Orchideen-Kalk-Buchenwäldern Traubeneiche, Elsbeere, Eibe sowie Gemeine Esche und Spitzahorn. Stellenweise gesellen sich dazu weitere Nebenbaumarten wie Feldahorn, Hainbuche, Holzapfel, Wildbirne und Sommerlinde. Die Krautschichten der Buchenwälder sind lebensraumtypisch ausgebildet und beherbergen unter anderem verschiedene Gräser und Farne. Im Bereich südwestlich der Paschenburg sind kleinflächig Schlucht- und Hangmischwälder ausgebildet. An kühl-feuchten, beschatteten Hängen stocken Bergahorn sowie Bergulme, Sommerlinde, Spitzahorn und Rotbuche. In der Strauchschicht siedeln unter anderem Hasel, Rote Heckenkirsche, Stachelbeere und Roter Holunder. Die Krautschicht ist moos-, farn- und hochstaudenreich. Hier siedeln unter anderem Ausdauerndes Silberblatt, Ähriges Christophskraut, Waldbingelkraut, Gelappter Schildfarn, Ruprechtsfarn, Zerbrechlicher Blasenfarn, Hirschzungenfarn und weitere Farne und Moose. Auf trockenwarmen Kalkschutthängen stocken Sommerlinde sowie Rotbuche, Eibe, Hasel, Weißdorn, Kreuzdorn und Roter Holunder. Die Wälder im Naturschutzgebiet verfügen über einen hohen Alt- und Totholzanteil. Auf Kalkfelsen sind Felsspaltenvegetation und kleinflächig Blaugrasrasen mit Kalkblaugras, Braunstieligem Streifenfarn, Zerbrechlichem Blasenfarn, Hirschzungenfarn und verschiedenen Moosen und Flechten ausgebildet.
Stellenweise sind Kalktuffquellen mit Quellmoosvegetation zu finden. Hier siedeln unter anderem Barbula tophacea, Cratoneuron commutatum und Eucladium verticiliatum sowie Schmalblättriger Merk, Wechselblättriges Milzkraut und Winkelsegge.
Nördlich und nordöstlich von Schaumburg sind naturnahe und touristisch nicht erschlossene und damit störungsfreie Höhlen vorhanden. An den Höhleneingängen siedeln insbesondere Moose sowie verschiedene Farne wie der Zerbrechliche Blasenfarn und der Hirschzungenfarn.
Nordöstlich von Deckbergen befindet sich am Westhang des Oberbergs das Naturdenkmal Springsteine am Rand des Naturschutzgebietes.
Das Naturschutzgebiet ist Lebensraum unter anderem für die Wildkatze sowie für die Fledermäuse Großes Mausohr und Bechsteinfledermaus und teilweise auch Wasserfledermaus, Mopsfledermaus, Braunes Langohr und Zwergfledermaus. Für die Teichfledermaus hat das Naturschutzgebiet eine Bedeutung als Winterquartier. Die Höhlen im Naturschutzgebiet sind Winterquartier fast aller heimischen Fledermausarten. Die Wälder beherbergen unter anderem verschiedene Spechte, Hohltaube, Kleiber, Trauerschnäpper, Waldlaubsänger, Uhu und Wanderfalke. Das Gebiet ist Lebensraum und Überwinterungsquartier verschiedener Amphibienarten, darunter Kammmolch, Gelbbauchunke, Kreuzkröte und Geburtshelferkröte. Die Kalktuffquellen und ihre feuchten Umgebungen beherbergen unter anderem verschiedene Schnecken, darunter die Windelschnecke, und bieten der Gestreiften Quelljungfer einen geeigneten Lebensraum.
Die Teilgebiete des Naturschutzgebietes sind größtenteils von weiteren Waldgesellschaften umgeben. Der westliche Teil des Naturschutzgebietes grenzt im Süden stellenweise direkt an die Wohnbebauung von Rinteln und im Norden stellenweise an die Autobahn 2. Der östliche Teil des Naturschutzgebietes grenzt teilweise an die Wohnbebauungen von Schaumburg und Rohden sowie im Osten teilweise an die Landesstraße 434 und östlich von Schaumburg an die Schaumburg und die Paschenburg. An der Westendorfer Egge und am Möncheberg grenzen aufgelassene Steinbrüche an das Naturschutzgebiet.